# Nuno Malo
Nuno Freire Malo mais conhecido por Nuno Malo (Machico, Madeira em 1977) é um compositor português, actualmente a viver em Los Angeles.
Nuno Malo estudou composição para cinema em Los Angeles e é autor de várias bandas sonoras de filmes portugueses, entre os quais "Assalto ao Santa Maria", de Francisco Manso, "Contraluz", de Fernando Fragata, "Julgamento" e "A Arte de Roubar", ambos de Leonel Vieira, "Filme da Treta", de José Sacramento, e "A Mulher Polícia", de Joaquim Sapinho.
Em 2011 foi eleito o compositor revelação do ano nos Estados Unidos, pela Associação Internacional de Críticos de Música para Cinema, pelo seu trabalho na banda sonora de "Amália - O Filme", de Carlos Coelho da Silva, para o qual compôs vinte temas orquestrais interpretados pela Filarmónica de Budapeste.